# Deutsche Alpine Skimeisterschaften 2002
Die Deutschen Alpinen Skimeisterschaften 2002 fanden vom 19. bis 26. März 2002 in Zwiesel und im österreichischen Saalbach-Hinterglemm statt. Die Abfahrt wurde in Saalbach-Hinterglemm ausgetragen, Riesenslalom und Slalom in Zwiesel.

## Herren

### Abfahrt
| Platz | Name                   | Zeit        |
| ----- | ---------------------- | ----------- |
| 01    | Max Rauffer            | 1:20,01 min |
| 02    | Manfred Gstatter (AUT) | 1:20,48 min |
| 03    | Christian Prassberger  | 1:20,66 min |
| 04    | AJ Bear (AUS)          | 1:20,68 min |
| 05    | Peter Strodl           | 1:20,75 min |
| 06    | Ross Green (GBR)       | 1:21,30 min |
| 07    | Craig Branch (AUS)     | 1:21,47 min |
| 08    | Florian Schneider      | 1:21,71 min |
| 09    | Stephan Keppler        | 1:21,87 min |
| 010   | Petr Záhrobský (CZE)   | 1:22,55 min |

Datum: 19. März 2002

Ort: Saalbach-Hinterglemm

### Super-G
nicht ausgetragen

### Riesenslalom
| Platz | Name                      | Zeit        |
| ----- | ------------------------- | ----------- |
| 01    | Alois Vogl                | 1:46,32 min |
| 02    | Petr Záhrobský (CZE)      | 1:46,77 min |
| 03    | Markus Eberle             | 1:46,94 min |
| 04    | Andreas Ertl              | 1:47,17 min |
| 05    | Stanley Hayer (CZE)       | 1:47,59 min |
| 06    | Philipp Schörghofer (AUT) | 1:47,87 min |
| 07    | Markus Good (SUI)         | 1:47,96 min |
| 08    | Christian Wanninger       | 1:47,97 min |
| 09    | Arno Pechtl (AUT)         | 1:48,00 min |
| 010   | Stefan Kogler             | 1:48,05 min |
| 010   | Wolfgang Hörl (AUT)       | 1:48,05 min |

Datum: 25. März 2002

Ort: Zwiesel

### Slalom
| Platz | Name                    | Zeit        |
| ----- | ----------------------- | ----------- |
| 01    | Alois Vogl              | 1:41,10 min |
| 02    | Felix Neureuther        | 1:41,20 min |
| 03    | Christoph Dreier (AUT)  | 1:41,43 min |
| 04    | Akira Sasaki (JPN)      | 1:41,51 min |
| 05    | Niki Fürstauer (LIB)    | 1:41,58 min |
| 06    | Stefan Kogler           | 1:41,79 min |
| 07    | Jendrek Stanek          | 1:41,80 min |
| 08    | Rogier Oosterbaan (NED) | 1:41,81 min |
| 09    | Martin Brandlhuber      | 1:41,85 min |
| 010   | Jono Brauer (AUS)       | 1:41,88 min |

Datum: 26. März 2002

Ort: Zwiesel

### Super-Kombination
nicht ausgetragen

## Damen

### Abfahrt
| Platz | Name                       | Zeit        |
| ----- | -------------------------- | ----------- |
| 01    | Maria Riesch               | 1:24,61 min |
| 02    | Petra Haltmayr             | 1:25,72 min |
| 03    | Isabelle Huber             | 1:26,43 min |
| 04    | Regina Häusl               | 1:26,91 min |
| 05    | Jenny Owens (AUS)          | 1:27,17 min |
| 06    | Gabriela Martinovová (CZE) | 1:27,71 min |
| 07    | Alexandra Kolier           | 1:28,13 min |
| 08    | Melanie Stich              | 1:29,49 min |
| 09    | Iris Kolier                | 1:30,59 min |
| 010   | Kathrin Hölzl              | 1:30,85 min |

Datum: 19. März 2002

Ort: Saalbach-Hinterglemm

### Super-G
nicht ausgetragen

### Riesenslalom
| Platz | Name                           | Zeit        |
| ----- | ------------------------------ | ----------- |
| 01    | Petra Haltmayr                 | 1:50,42 min |
| 02    | Marlies Schild (AUT)           | 1:51,18 min |
| 03    | Kumiko Kashiwagi (JPN)         | 1:51,66 min |
| 04    | Noriyo Hiroi (JPN)             | 1:51,69 min |
| 05    | Maria Riesch                   | 1:51,71 min |
| 06    | Kathrin Hölzl                  | 1:51,90 min |
| 07    | Christine Sponring (AUT)       | 1:52,14 min |
| 08    | Stefanie Stemmer               | 1:52,31 min |
| 09    | Karin Truppe (AUT)             | 1:52,36 min |
| 010   | Christiane Mitterwallner (AUT) | 1:52,37 min |

Datum: 26. März 2002

Ort: Zwiesel

### Slalom
| Platz | Name                       | Zeit        |
| ----- | -------------------------- | ----------- |
| 01    | Nika Fleiss (CRO)          | 1:42,75 min |
| 02    | Sarka Zahrobska (CZE)      | 1:42,95 min |
| 03    | Martina Ertl               | 1:43,02 min |
| 04    | Manuela Suitner (SUI)      | 1:43,13 min |
| 05    | Claudia Riegler (NZL)      | 1:43,17 min |
| 06    | Monika Bergmann-Schmuderer | 1:43,28 min |
| 07    | Eva Walkner (AUT)          | 1:43,39 min |
| 08    | Noriyo Hiroi (JPN)         | 1:43,42 min |
| 09    | Karin Truppe (AUT)         | 1:44,12 min |
| 10    | Petra Zakouřilová (CZE)    | 1:44,23 min |
| 11    | Stefanie Wolf              | 1:44,48 min |

Datum: 25. März 2002

Ort: Zwiesel

### Super-Kombination
nicht ausgetragen

## Anmerkung
1. 1 2 3 4 5 6 7 8 9 10 11 12 13 14 15 16 17  Ausländische Teilnehmer erhielten keine Medaillen.